# Centro Histórico da Cidade do México
O Centro Histórico da Cidade do México é um Património Mundial da Unesco (desde 1987) localizado na Cidade do México, no centro-sul do México.

## História

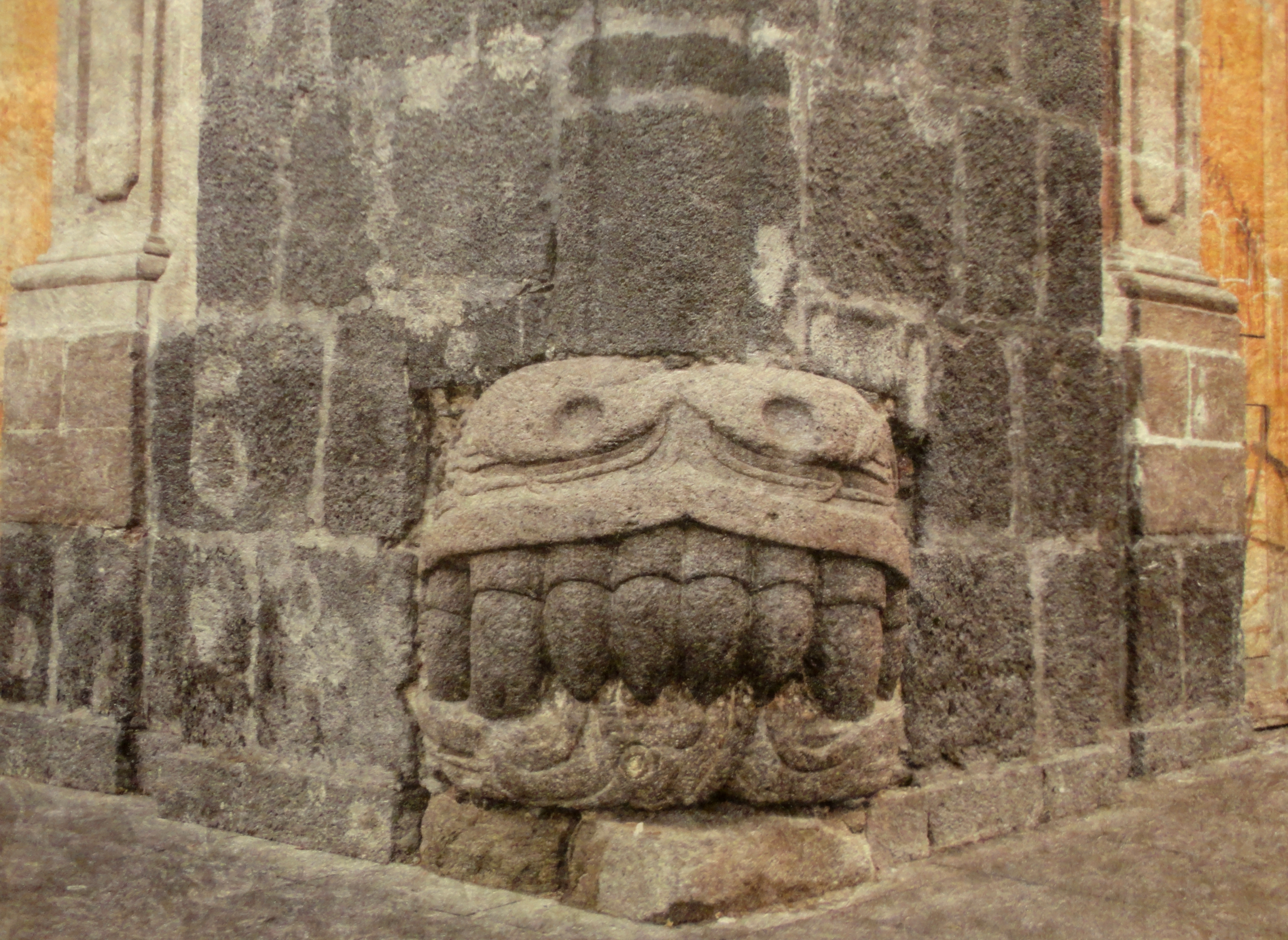
Cabeça de Quetzalcóatl, Museu da Cidade do Mexico.

A Cidade do México foi fundada pelos Astecas e corresponde à antiga Tenochtitlán, que exerceu desde os tempos coloniais uma notável influência intelectual em toda a América espanhola.
Esta antiga cidade correspondeu ao centro do Império Azteca ou Mexica. Foi fundada por Tenoch, no século XIV, quando uma das ilhas do lago Texcoco foi ocupada por um grupo de antigos mexicas. A ilha estava ligada por três calçadas a terra firme e era protegida por um sistema de diques. As calçadas Iztalapa, por onde entraram os Espanhóis, Tlacopan, por onde Hernán Cortés fugiu, e Guadalupe, eram atravessadas por canais e decoradas por jardins flutuantes. A povoação possuía estradas, estreitas e sinuosas, interceptadas por canais labirínticos, palácios e templos. A disposição dos bairros residenciais reflectia a estratificação social. O centro era "Teocalli", templo dedicado aos deuses guerreiro e da chuva.
Com a colonização espanhola, as casas típicas desapareceram, secaram as ruas e na velha Praça de Teocalli construiu-se a Praça Maior. Foi o conquistador Cortés que, a mando de Espanha, construiu a cidade sobre as ruínas da antiga cidade. Era daqui que partiam todas as incursões espanholas efectuadas ao país e, em 1750, a cidade tornarva-se a capital do vice-reinado.
A ocupação espanhola durou três séculos, até que Miguel Hidalgo, um padre da povoação de Dolores, proclamou o famoso "grito de Dolores", iniciando a sua independência. Esta foi conquistada três anos depois.
Após a proclamação da independência, a 27 de Setembro de 1821, os conflitos que se travaram até final do século XIX dificultaram o desenvolvimento da cidade. Nos princípios do referido século, a cidade expandiu-se e nasceram as primeiras "colónias" residenciais, mas após a revolução o seu crescimento populacional aumentou. A partir de 1920 desenvolveram-se novos planos de urbanização, até que em 1985 um devastador terremoto causou uma enorme destruição e um elevado número de mortos e de desalojados.

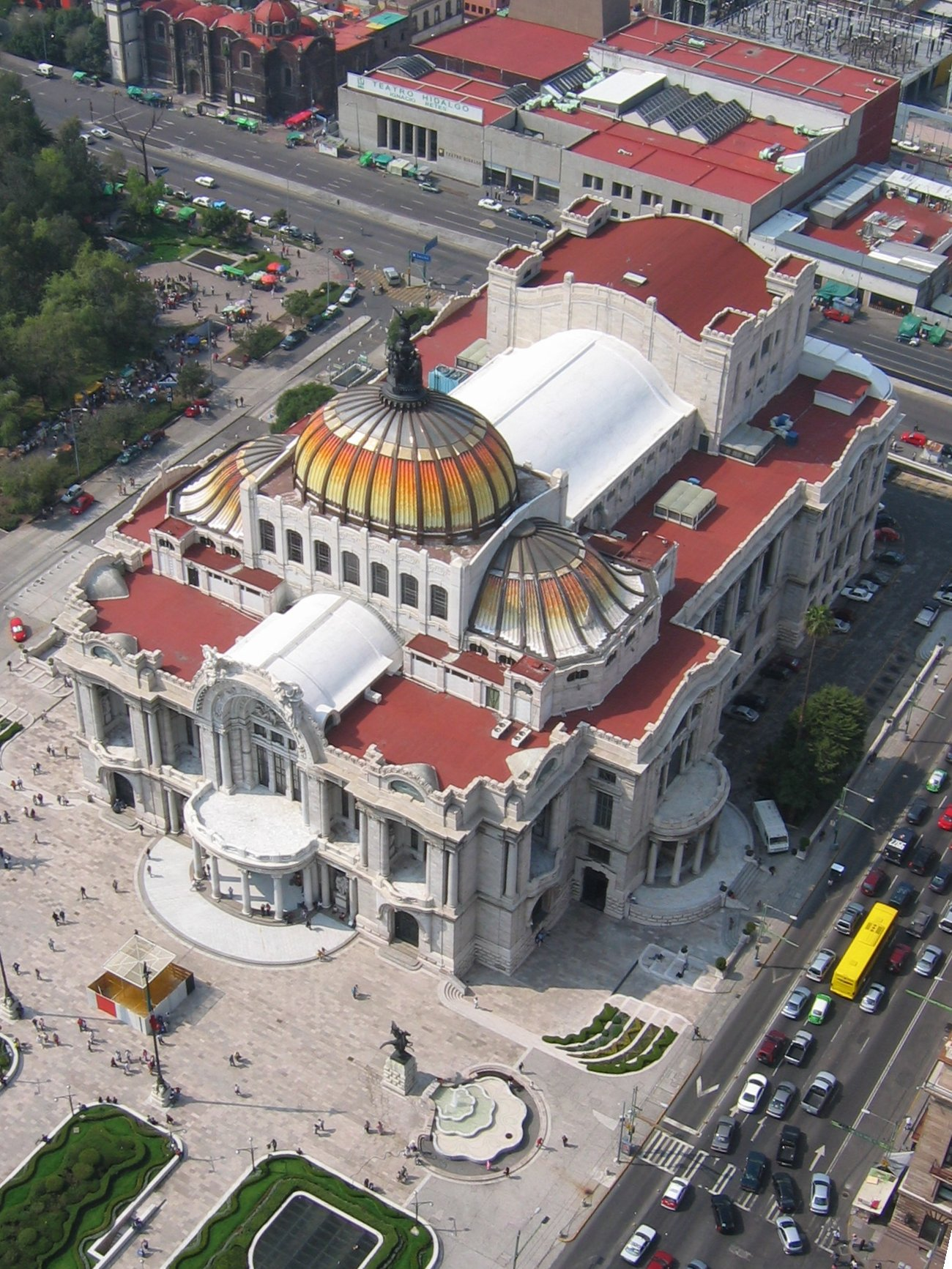
Palácio de Belas Artes

## Turismo
Um dos muitos pontos turísticos do Centro Histórico é a Catedral Metropolitana da Cidade do México, símbolo da colonização espanhola com sua arquitetura Barroca-Churriqueresca. Outro é o Palácio Nacional do México, com sua arquitetura tipicamente singular onde se apreciam os arabescos. O Palácio dos Correios é um edifício com forro interior todo trabalhado na Itália e constitui um admirável trabalho artístico. Neste lugar encontra-se o Museu Numismático onde a história é contada através das gravuras nas cédulas. O Palácio das Belas Artes constitui um exemplo de arquitetura porfiriana.